# مارغريت ماركيز
مارغريت ماركيز هي ممثلة كندية، ولدت في 12 ديسمبر 1917 في نورث باي في كندا، وتوفيت في 19 يناير 1993.

## وصلات خارجية
- مارغريت ماركيز على موقع IMDb (الإنجليزية)
- مارغريت ماركيز على موقع ألو سيني (الفرنسية)
- مارغريت ماركيز على موقع أول موفي (الإنجليزية)
- مارغريت ماركيز على موقع قاعدة بيانات الأفلام السويدية (السويدية)
- مارغريت ماركيز على موقع قاعدة بيانات الفيلم (الإنجليزية)
- مارغريت ماركيز على موقع كينوبويسك (الروسية)